# Idioma español en Estados Unidos
El español o castellano es el segundo idioma con mayor número de hablantes en Estados Unidos, precedido por el inglés; tiene su propio código internacional: es-US. Según datos del censo de Estados Unidos, hay 43,4 millones de hablantes nativos (estadounidenses que hablan español en sus casas). Si consideramos hablantes como segunda lengua (15,5 mill.), la cifra podría ascender a 58,9 millones, siendo el segundo país con más hablantes de castellano del mundo, solo detrás de México.
Estados Unidos es el país con mayor número de castellanohablantes donde el español no es idioma oficial o de facto. El área del norte de Nuevo México y sur de Colorado es la única en el país donde la población hispanohablante ha formado comunidades ininterrumpidas desde antes de la anexión a los Estados Unidos. En Nuevo México, el castellano constituye una de las señas características más importantes de la personalidad cultural del estado.
Muchas instituciones tienen el bilingüismo (inglés-español) como norma en sus sitios web oficiales, como el Gobierno, el FBI, Medicare y la Biblioteca Nacional de Medicina.
La Academia Norteamericana de la Lengua Española está considerada como una de las instituciones con mayor influencia en la actual normativa del idioma español; fue fundada en el año 1973 y tiene su sede en Nueva York. En la isla de Puerto Rico (una dependencia estadounidense) el idioma español es regulado por la Academia Puertorriqueña de la Lengua Española.

## Historia

### Periodo virreinal español

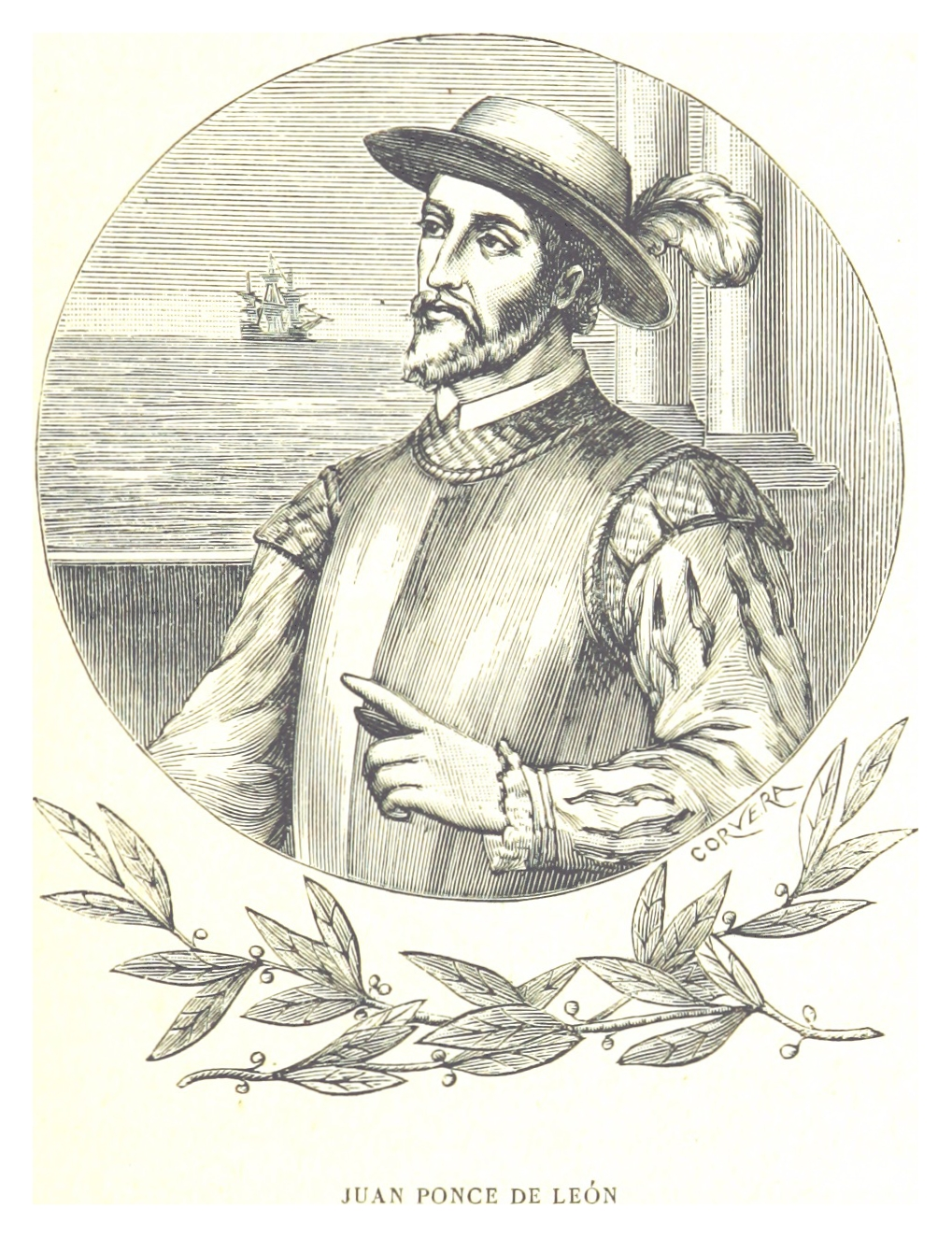
Juan Ponce de León (Santervás de Campos, Valladolid, España) fue uno de los primeros europeos en llegar al actual EE. UU. y explorador de Florida, a la que dio su actual nombre.

La lengua castellana ha estado ininterrumpidamente presente en el territorio de los actuales Estados Unidos desde el siglo XVI. En el año 1513, Juan Ponce de León formó parte de la primera gran expedición castellana que visitó diversos lugares de los actuales Estados Unidos, a él se debe la primera exploración extensa de La Florida.
La ciudad más antigua en todo el territorio de Estados Unidos a partir del año 1898 (guerra hispano-estadounidense) es San Juan, capital de Puerto Rico, donde Juan Ponce de León fue el primer gobernador.
En el año 1565, Pedro Menéndez de Avilés funda San Agustín, en La Florida, la ciudad europea continuamente ocupada más vieja de Estados Unidos Continental. El texto de la primera gramática en español en los Estados Unidos apareció en Georgia en el año 1658.

### Intervención estadounidense en México
Después de la intervención estadounidense en México (1846-1848), México perdió más de la mitad de su territorio, que se anexionó a los Estados Unidos, incluyendo partes de los modernos estados de Texas, Colorado, Arizona, Nuevo México, y Wyoming, y el conjunto de California, Nevada, y Utah. Posteriormente, los millares de mexicanos residentes en esos territorios adquirieron nacionalidad estadounidense. El Tratado de Guadalupe Hidalgo (1848) no hizo ninguna referencia explícita a los derechos de la lengua española. La primera constitución de California aprobó un reconocimiento importante de los derechos de los hispanohablantes: «todas las leyes, decretos, regulaciones, y provisiones que emanan de cualesquiera de los tres poderes supremos de este estado, las cuales por su naturaleza requieren la publicación, serán publicados en inglés y español».

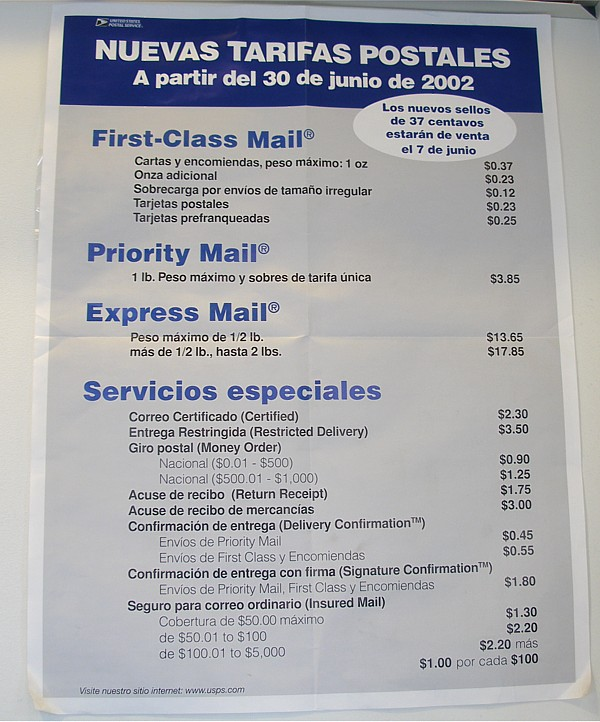
Un póster del Servicio Postal de los Estados Unidos en español

### Actualidad

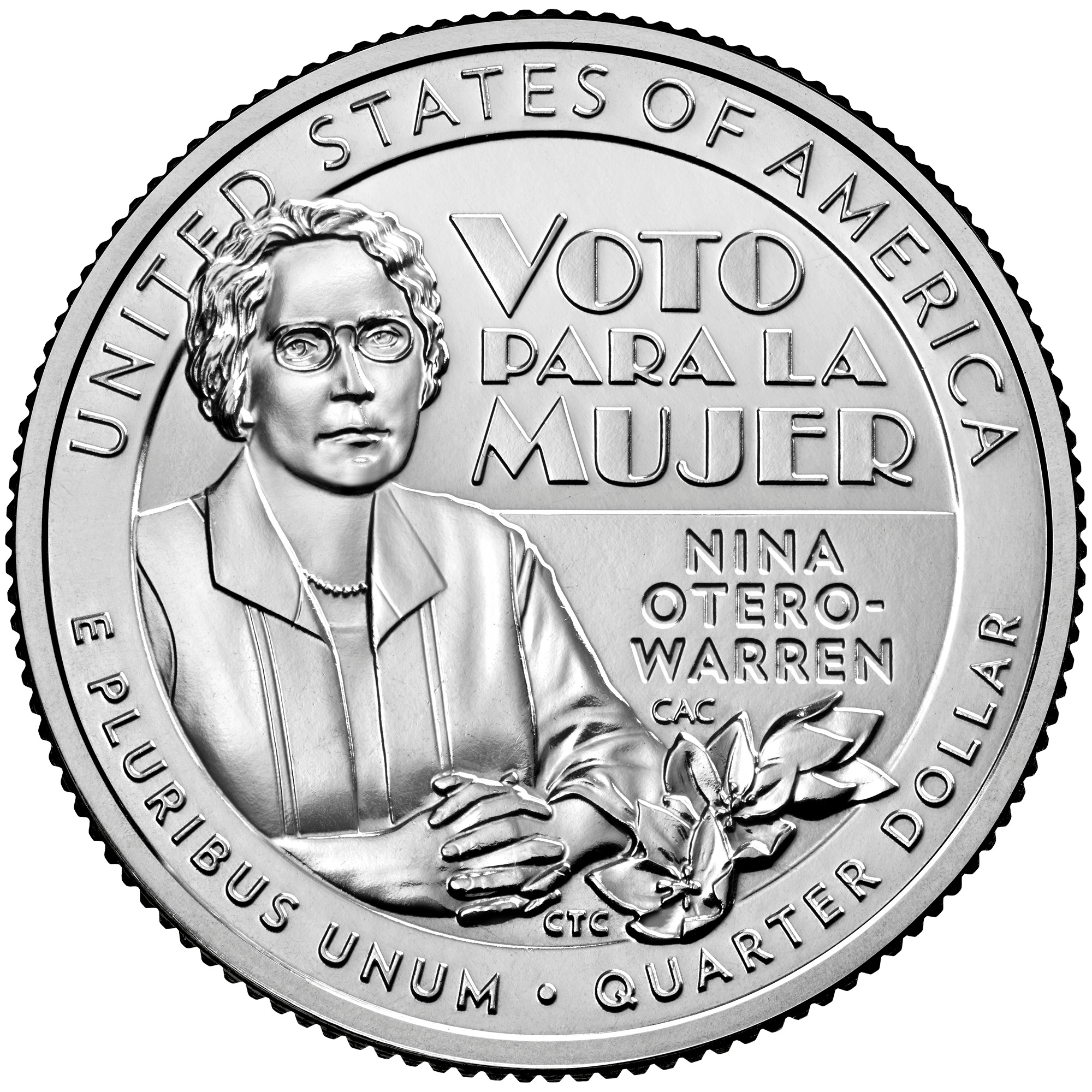
Una moneda de 25 centavos de Estados Unidos en español, conmemorando a Adelina Otero-Warren, sufragista e hispana de Nuevo México.

#### California
Antes del año 1870, los angloamericanos eran mayoría en California. En el año 1879, California promulgó una nueva constitución bajo la cual todos los procedimientos oficiales debían ser conducidos en inglés; seguía manteniéndose esta cláusula en vigor hasta el año 1966. En el año 1986, los votantes de California, mediante referéndum, agregaron una nueva cláusula constitucional que indicaba que el «inglés es el idioma oficial del estado de California». Sin embargo, hoy, el castellano se habla extensamente a lo largo del estado, y en muchas actividades del gobierno, documentos y los servicios están disponibles en español e inglés.

#### Nuevo México, Colorado y Arizona

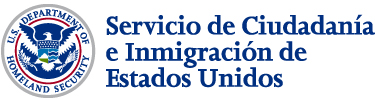
El logotipo del Servicio de Ciudadanía e Inmigración de los Estados Unidos

El español se ha hablado alrededor del Nuevo México norteño, Colorado meridional y en la frontera con México, ya desde el siglo XVII. Los hablantes de la variedad tradicional de esta área, el español neomexicano, son los únicos hablantes de español en Estados Unidos cuyas comunidades lingüísticas son anteriores a que esta zona formara parte de esa nación. No obstante, como en el resto del país, la mayoría de los hablantes de español actuales de esta zona proceden de inmigración más reciente, principalmente desde México.

#### Texas
En Texas, el inglés se utiliza convencionalmente, pero el estado no tiene ningún idioma oficial. Texas heredó una población hispana desde la guerra mexicano-estadounidense, además de tener una afluencia constante de mexicanos y otros inmigrantes de habla hispana. El gobierno a través de la sección 2054.116 del Código Gubernamental, ordena que las agencias estatales proporcionen la información en sus páginas web en español.
Desde el año 1999, es oficial el español junto al inglés en la localidad de El Cenizo, en el condado de Webb, Texas, un hito en la historia estadounidense, al convertirse en un símbolo en la lucha por el reconocimiento oficial del idioma español en Texas. Un hecho importante ha condicionado dicha decisión, la llegada masiva de inmigrantes desde el otro lado de la frontera mexicana.

#### Luisiana
Existen áreas geográficas estadounidenses donde el español se ha hablado de forma ininterrumpida desde el siglo XVIII. En el Delta del Misisipi hay una comunidad conocida como los isleños de Luisiana que está asentada principalmente en la parroquia de Saint Bernard. Los isleños de más edad mantienen viva el habla española que sus antepasados llevaron desde las Islas Canarias, entre los años 1778 y 1783. Hasta hace pocos años había muchos isleños que no sabían hablar inglés. Los actuales hablantes de castellano continúan pronunciando la letra h como la letra j suave y utilizando vocablos antiguos como "cabucar" (hundirse), "asina" (así), etc. En los últimos años, se detectan anglicismos, aunque varían de una familia a otra. Por ejemplo, se puede escuchar «espicar» por hablar o «ir atrás» por volver, derivado del «come back» inglés. Su acento es similar al de los campesinos canarios. Este dialecto español desapareció hace algunas décadas de las zonas situadas en los alrededores del Bayou Lafourche, en las comarcas de Ascensión y Asunción. 
El documental «Los canarios del Misisipi» (2006) de Manuel Mora Morales profundiza en las raíces canarias de la actual habla de los isleños de Luisiana, así como en su evolución y en el precario estado actual, próximo a su desaparición. Un grupo de canarios realizan gestiones para que la comunidad isleña de Luisiana sea declarada Patrimonio Intangible de la Humanidad por la UNESCO, lo cual podría frenar la desaparición inmediata del tesoro lingüístico que posee, similar al de los judíos sefarditas.

## Estadísticas sobre la población hispana e hispanohablante

Mapa de los Estados Unidos mostrando el porcentaje de hispanohablantes por Estado en 2019.

| Año          | Número de hispanohablantes nativos | Porcentaje de la población nacional |
| ------------ | ---------------------------------- | ----------------------------------- |
| 1980         | 11 millones                        | 5%                                  |
| 1990         | 17,3 millones                      | 7,5%                                |
| 2000         | 28,1 millones                      | 10,7%                               |
| 2010         | 37 millones                        | 12,8%                               |
| 2015         | 40 millones                        | 13,3%                               |
| 2023         | 43,4 millones                      | 13,7%                               |
| Referencias: |                                    |                                     |

### Conocimiento y uso del español
Según los datos del censo de Estados Unidos del año 2023, hay 43,4 millones de hablantes de español que se pueden considerar nativos. Concretamente hay 43 369 734 de personas mayores de cinco años, que hablan castellano en sus casas en 2023, lo que equivale al 13,7% del total de la población de EE. UU..
Sin embargo, el censo no especifica otros hablantes de español como segunda lengua, o sobre grados de dominio del idioma, y es que según ésta fuente en ese mismo año, había 65 140 277 hispanos de un total de 334 914 895, el 19,4%, sin incluir la población de Puerto Rico. Además parte de los 7,7 millones de indocumentados hispanos no están reflejados en el censo, y 2,8 millones de hablantes de español, no se consideran hispanos. 
Por otro lado, según estimaciones del Instituto Cervantes, hay más de 8 millones de estudiantes de castellano. Teniendo en cuenta todos estos datos, y según esta última fuente, se estima que habría alrededor de unos 15,5 millones de hablantes de español como segunda lengua de la que se presupone una competencia limitada, lo que haría un total de 58,9 millones de hablantes.
A pesar de la pérdida de hablantes de español generacional entre los hispanos, de los estudios del U.S. Census Bureau, se puede concluir que en Estados Unidos cada vez hay más hablantes nativos de español, pues en el año 1990 lo hablaban 17,3 millones en sus casas (7,5 %), en el año 2000 28,1 millones (10,7 %), en el año 2010 37 millones (12,8 %), y en el año 2023 lo hablaban 43,4 millones (13,7 %).
Otro estudio que se refiere a un total de hablantes como primera o segunda lengua, aunque ya antiguo por ser del año 2011, es del Centro hispano Pew, que especificaba que el 82 % de los hispanos de los Estados Unidos sabía hablar muy bien en español. Además, el 76 % tienen el español como idioma materno, de ellos, la mitad son bilingües español e inglés, y para la otra mitad el español es dominante. El 24 % restante tiene el inglés como lengua dominante sobre el español. En ese año, el censo especificaba que había 37,6 millones que hablaban castellano en sus casas, de los cuales 2,8 millones no son hispanos. Luego había 34,8 millones de hispanos que hablaban español en sus casas.

### Transmisión intergeneracional del español

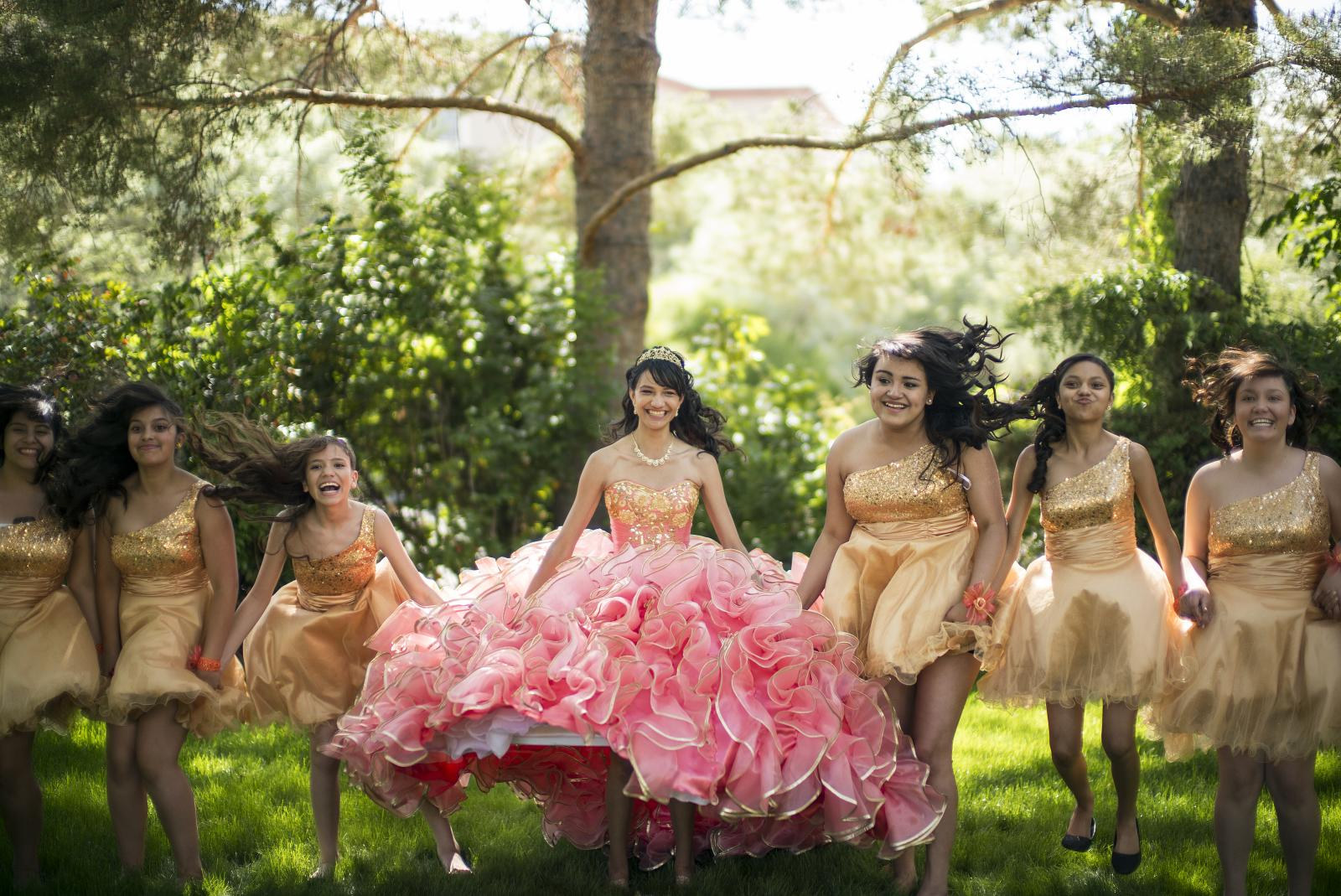
Niñas mexicanas en Santa Fe, Nuevo México celebrando una quinceañera. Según una encuesta del Pew Research Center de 2015, el 85 % de los hispanos en los Estados Unidos le hablan a sus hijos en español.

Mientras va aumentando la proporción de la población hispana que es nacida en los Estados Unidos, la transmisión del español de padres a hijos resulta más importante para el futuro crecimiento del idioma en el país. Según una encuesta del año 2015 del Pew Research Center, el 85 % de los hispanos en los Estados Unidos declaran hablarle a sus hijos en español. Entre la población hispana inmigrante, el 97 % declara hablarle en español a sus hijos, entre la segunda generación un 71 % y entre la tercera generación en adelante baja hasta un 49 %. Cuanto más cercana es la conexión familiar en su país de origen, más se mantiene el uso del español.
Un 70 % de los padres hispanos dicen que le animan a sus hijos que hablen en español y un 90 % de adultos hispanos reportan que de pequeños hablaban en español en casa. La transmisión del español a los hijos es más alta entre las familias con dos padres hispanos (92 % de las familias) que entre las parejas entre hispanos y no hispanos (un 55 % de las familias). Como es de esperar en un país principalmente angloparlante, entre la población nacida en los Estados Unidos, la mayoría domina más el inglés que el español que contrasta con la generación inmigrante que domina más el español.
A pesar de esto, la gran mayoría de los adultos hispanos sienten una conexión personal con el idioma español y quieren que el idioma se use y se mantenga vivo en las futuras generaciones. Un 88 % de los adultos hispanos en los Estados Unidos sienten que es importante que las futuras generaciones hispanas en el país hablen español.

### Hispanohablantes por estado

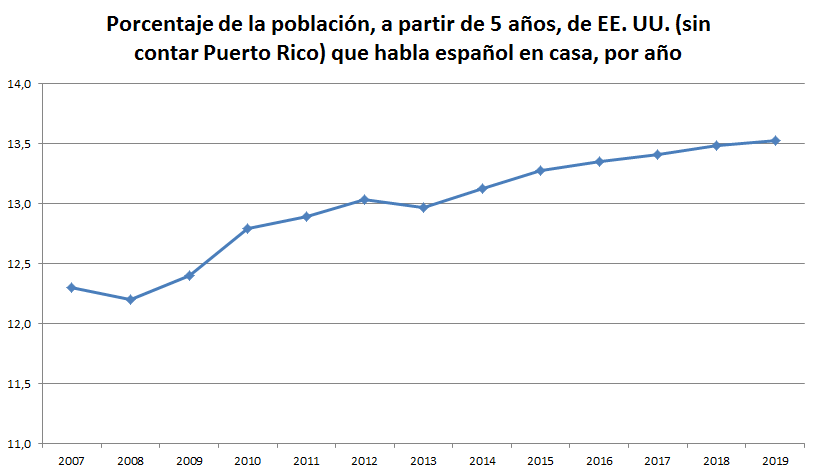
Gráfica del porcentaje de la población estadounidense (sin contar Puerto Rico) a partir de 5 años que habla español en casa, entre los años 2007 y 2019.

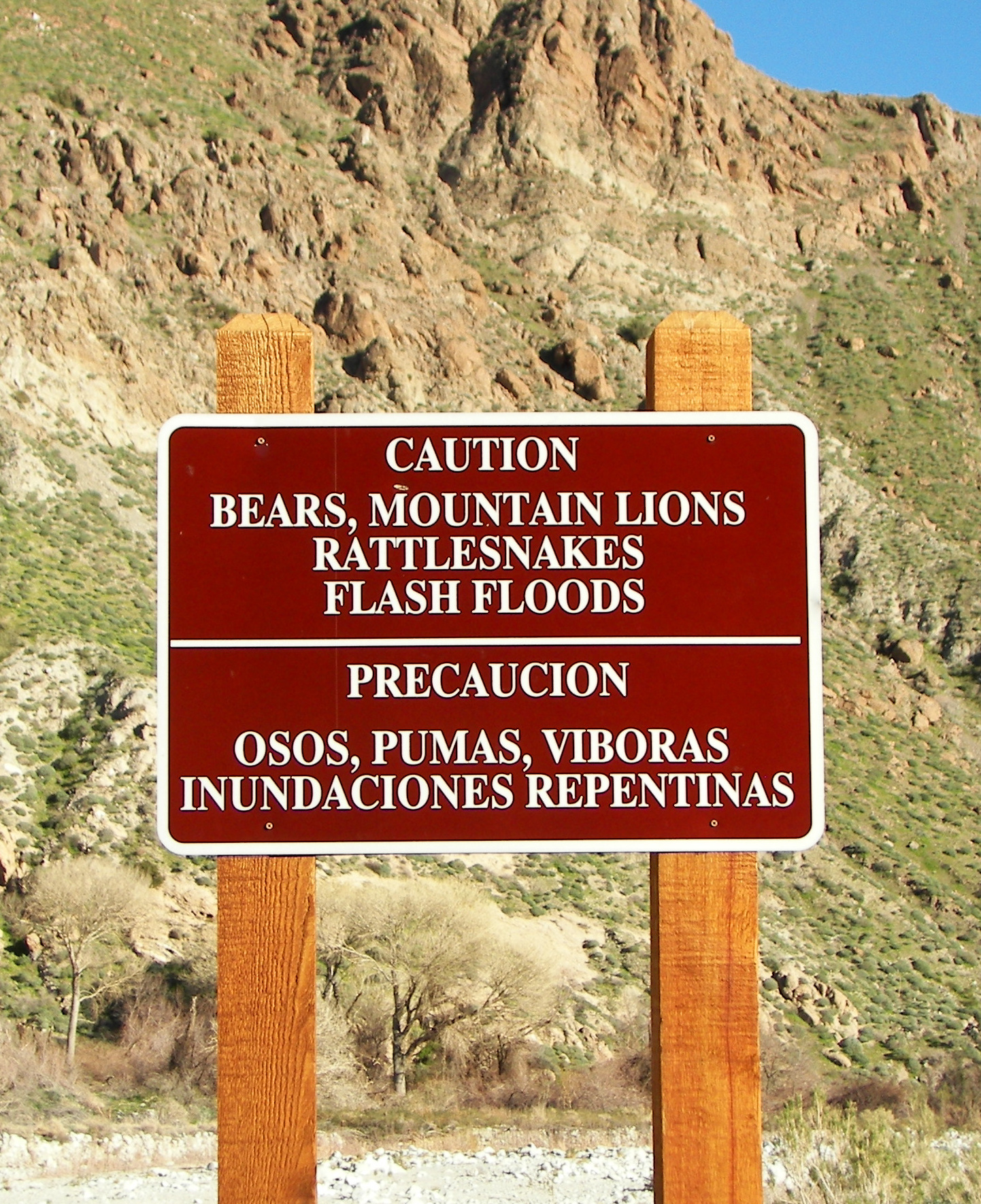
Cartel en inglés y español en California.

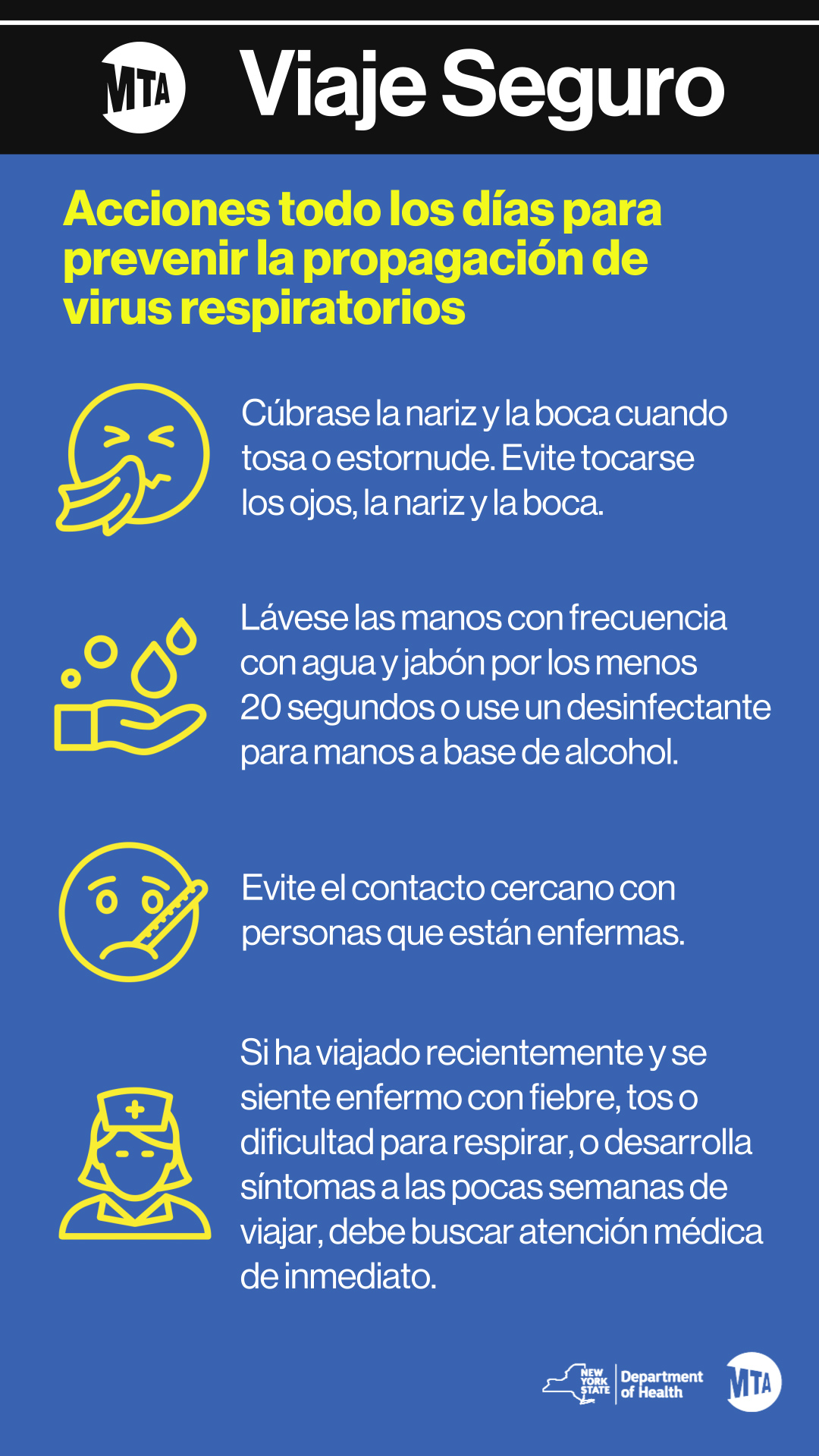
Cartel de la Autoridad Metropolitana del Transporte (MTA) de Nueva York en español.

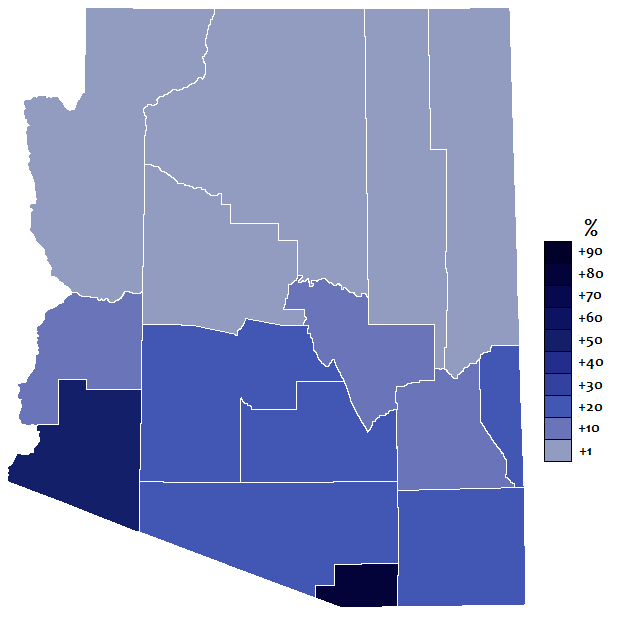
Extensión del castellano en Arizona

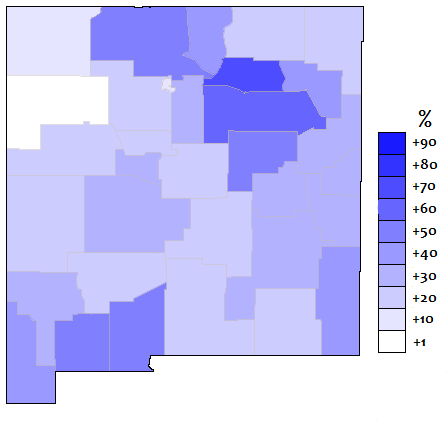
Porcentaje de hispanohablantes en Nuevo México por condado.

Los Estados donde más se habla español en casa, además de Puerto Rico con más del 94 %, son Texas y California, con un porcentaje próximo al 30 %, seguidos de Nuevo México con poco más del 26 %, y Nevada, Florida y Arizona con porcentajes superiores al 20 %. Nueva Jersey y Nueva York superan el 14 % e Illinois supera el 13 %.
| Población de 5 o más años de edad que habla español en casa en 2019 | Población de 5 o más años de edad que habla español en casa en 2019 | Población de 5 o más años de edad que habla español en casa en 2019 |
| Estado                                                              | Porcentaje                                                          | Total                                                               |
| ------------------------------------------------------------------- | ------------------------------------------------------------------- | ------------------------------------------------------------------- |
| EE. UU. (sin incluir a Puerto Rico)                                 | 13,5 %                                                              | 41 757 391                                                          |
| Texas                                                               | 29,2 %                                                              | 7 874 853                                                           |
| California                                                          | 28,8 %                                                              | 10 683 661                                                          |
| Nuevo México                                                        | 26,5 %                                                              | 524 990                                                             |
| Florida                                                             | 22,5 %                                                              | 4 571 362                                                           |
| Nevada                                                              | 21,6 %                                                              | 625 174                                                             |
| Arizona                                                             | 20,3 %                                                              | 1 394 070                                                           |
| Nueva Jersey                                                        | 16,9 %                                                              | 1 415 160                                                           |
| Nueva York                                                          | 14,9 %                                                              | 2 735 172                                                           |
| Illinois                                                            | 13,6 %                                                              | 1 620 847                                                           |
| Rhode Island                                                        | 12,8 %                                                              | 128 898                                                             |
| Connecticut                                                         | 12,3 %                                                              | 416 850                                                             |
| Colorado                                                            | 11,4 %                                                              | 621 284                                                             |
| Utah                                                                | 10,6 %                                                              | 314 856                                                             |
| Massachusetts                                                       | 9,7 %                                                               | 632 230                                                             |
| Oregón                                                              | 9,2 %                                                               | 366 785                                                             |
| Washington                                                          | 9,0 %                                                               | 641 371                                                             |
| Distrito de Columbia                                                | 8,9 %                                                               | 58 739                                                              |
| Maryland                                                            | 8,7 %                                                               | 492 491                                                             |
| Georgia                                                             | 8,1 %                                                               | 807 522                                                             |
| Idaho                                                               | 8,0 %                                                               | 134 162                                                             |
| Carolina del Norte                                                  | 7,9 %                                                               | 782 057                                                             |
| Kansas                                                              | 7,8 %                                                               | 214 225                                                             |
| Virginia                                                            | 7,7 %                                                               | 616 226                                                             |
| Oklahoma                                                            | 7,7 %                                                               | 284 179                                                             |
| Nebraska                                                            | 7,6 %                                                               | 137 592                                                             |
| Delaware                                                            | 7,1 %                                                               | 65 085                                                              |
| Arkansas                                                            | 5,6 %                                                               | 157 804                                                             |
| Pensilvania                                                         | 5,2 %                                                               | 634 935                                                             |
| Wisconsin                                                           | 4,8 %                                                               | 261 122                                                             |
| Carolina del Sur                                                    | 4,6 %                                                               | 224 118                                                             |
| Tennessee                                                           | 4,5 %                                                               | 285 350                                                             |
| Iowa                                                                | 4,4 %                                                               | 130 407                                                             |
| Indiana                                                             | 4,3 %                                                               | 274 333                                                             |
| Wyoming                                                             | 4,3 %                                                               | 23 549                                                              |
| Alaska                                                              | 4,0 %                                                               | 27 138                                                              |
| Minnesota                                                           | 4,0 %                                                               | 209 370                                                             |
| Luisiana                                                            | 3,9 %                                                               | 169 454                                                             |
| Alabama                                                             | 3,6 %                                                               | 165 933                                                             |
| Míchigan                                                            | 2,9 %                                                               | 273 589                                                             |
| Kentucky                                                            | 2,9 %                                                               | 119 751                                                             |
| Misuri                                                              | 2,9 %                                                               | 164 711                                                             |
| Nuevo Hampshire                                                     | 2,8 %                                                               | 35 694                                                              |
| Ohio                                                                | 2,4 %                                                               | 265 761                                                             |
| Hawái                                                               | 2,4 %                                                               | 31 284                                                              |
| Misisipi                                                            | 2,3 %                                                               | 65 031                                                              |
| Dakota del Sur                                                      | 1,9 %                                                               | 15 831                                                              |
| Dakota del Norte                                                    | 1,6 %                                                               | 11 134                                                              |
| Montana                                                             | 1,3 %                                                               | 13 195                                                              |
| Vermont                                                             | 1,2 %                                                               | 7239                                                                |
| Virginia Occidental                                                 | 1,0 %                                                               | 17 250                                                              |
| Maine                                                               | 0,9 %                                                               | 11 567                                                              |
|                                                                     |                                                                     |                                                                     |
| Puerto Rico                                                         | 93,4 %                                                              | 2 875 118                                                           |

(fuente).

### Hispanohablantes por ciudad
En las 10 ciudades con más población de los EE. UU. los porcentajes de población de más de 5 años que habla castellano en casa en el año 2017 son, en Nueva York el 24,3 %, en Los Ángeles el 42,5 %, en Chicago el 24 %, en Houston el 39,1 %, en Filadelfia el 10,7 %, en Phoenix el 31,1 %, en San Antonio el 38,1 %, en San Diego el 22,9 %, en Dallas el 38 % y en San José el 23,2 %. Entre las ciudades donde se habla más español en Estados Unidos están Santa Ana (68,5 %), Miami (67,7 %) y El Paso (66,5 %). Hay ciudades donde holgadamente más de la mitad son nativos de español, en California en las ciudades de Baldwin Park, Downey, El Monte, Fontana, Indio, Norwalk, Ontario, Oxnard, Pomona, Salinas, Santa María, Chula Vista y Jurupa Valley, en Nueva Jersey en las ciudades de Elizabeth y Paterson, y en Florida en las ciudades de Kendall y Miami Beach. En números absolutos, las ciudades donde se habla más español en 2023 son: Nueva York, con 1,76 millones de hablantes (22,6%), Los Ángeles, con unos 1,42 millones (39%) y Houston, con alrededor de 0,8 millones (36,8%). Después les siguen Chicago con 0,57 millones (22,7%) y San Antonio 0,52 millones (37,1%). Las mayores concentraciones de hablantes de español, están en el Este de Los Ángeles (el 97 %).
Por otro lado, según el Centro hispano Pew, el 76 % de los 11,9 millones de indocumentados en EE. UU. son hispanos (9 millones), de los cuales algunos no se han inscrito en el censo todavía.
También hay que señalar, que hay 7,8 millones de estudiantes de castellano en los EE. UU., de entre los cuales, muchos no son de origen hispano.
En total, la cifra de hablantes de español como primera o segunda lengua, o como lengua extranjera, podría alcanzar los 50 millones de personas, que es más del 15 % de la población de EE. UU.

### Población hispana por estado

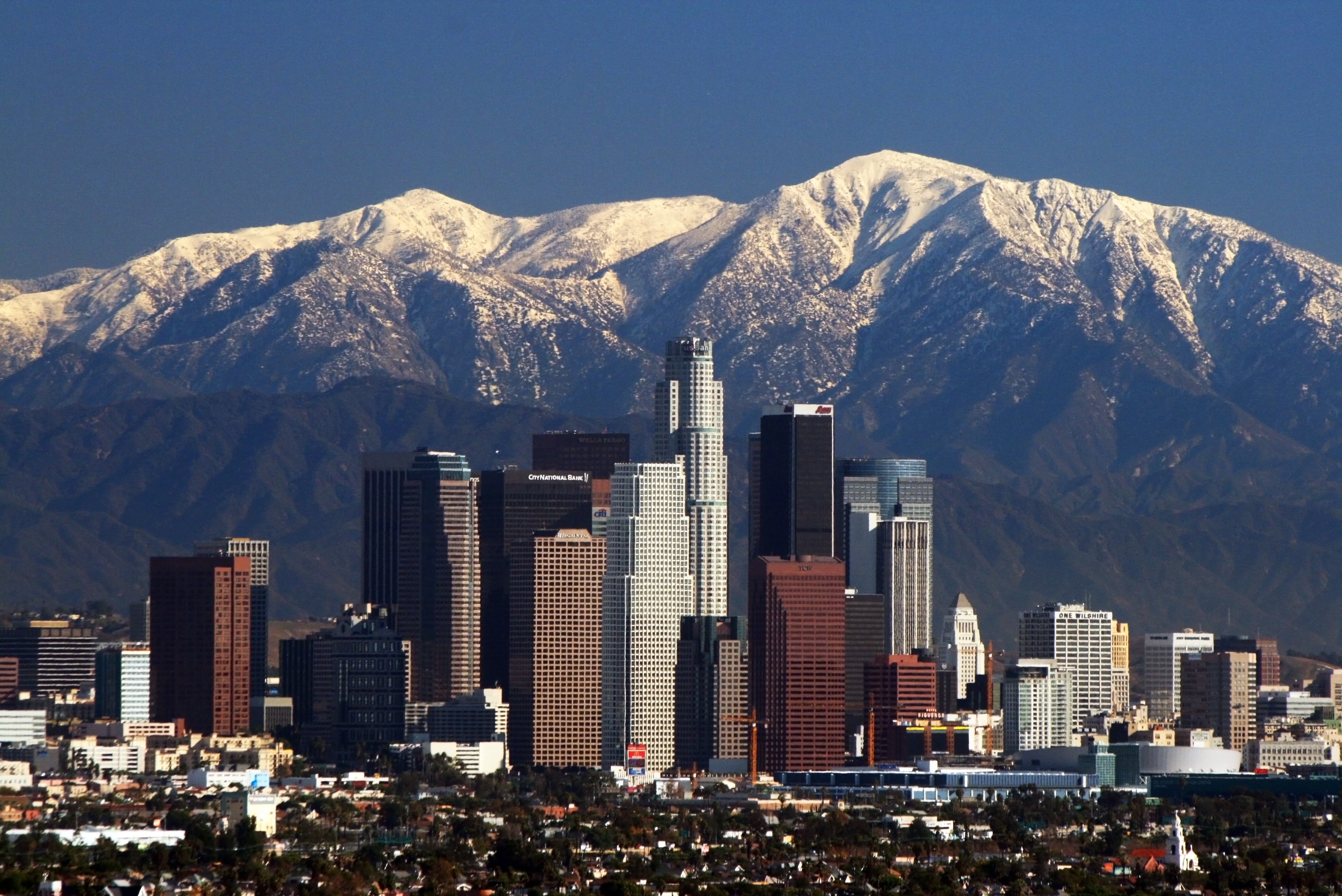
Los Ángeles (California), la segunda ciudad más poblada de Estados Unidos después de Nueva York, es la que concentra más hispanos en un país cuya primera lengua común no es el español.

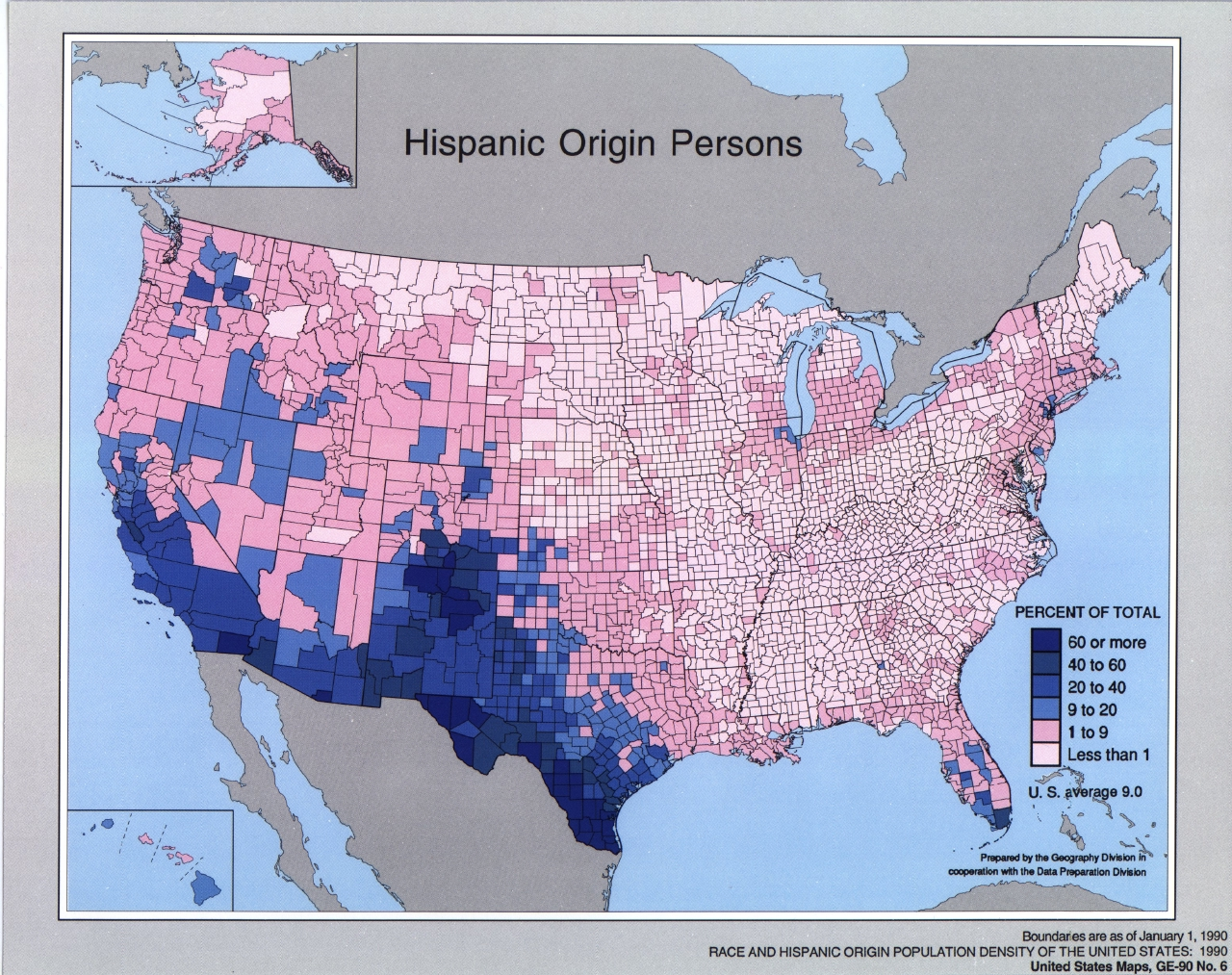
Distribución de los hispanos por Condado en el Censo de 1990.

Distribución de los hispanos en los EE. UU. en el Censo de 2000.

Distribución de los hispanos en los EE. UU. en el Censo de 2010.

Cambio porcentual en la población hispana por condado: 2000 a 2010.

Origen de los grupos hispanos más grandes detalladamente por estado: 2010.

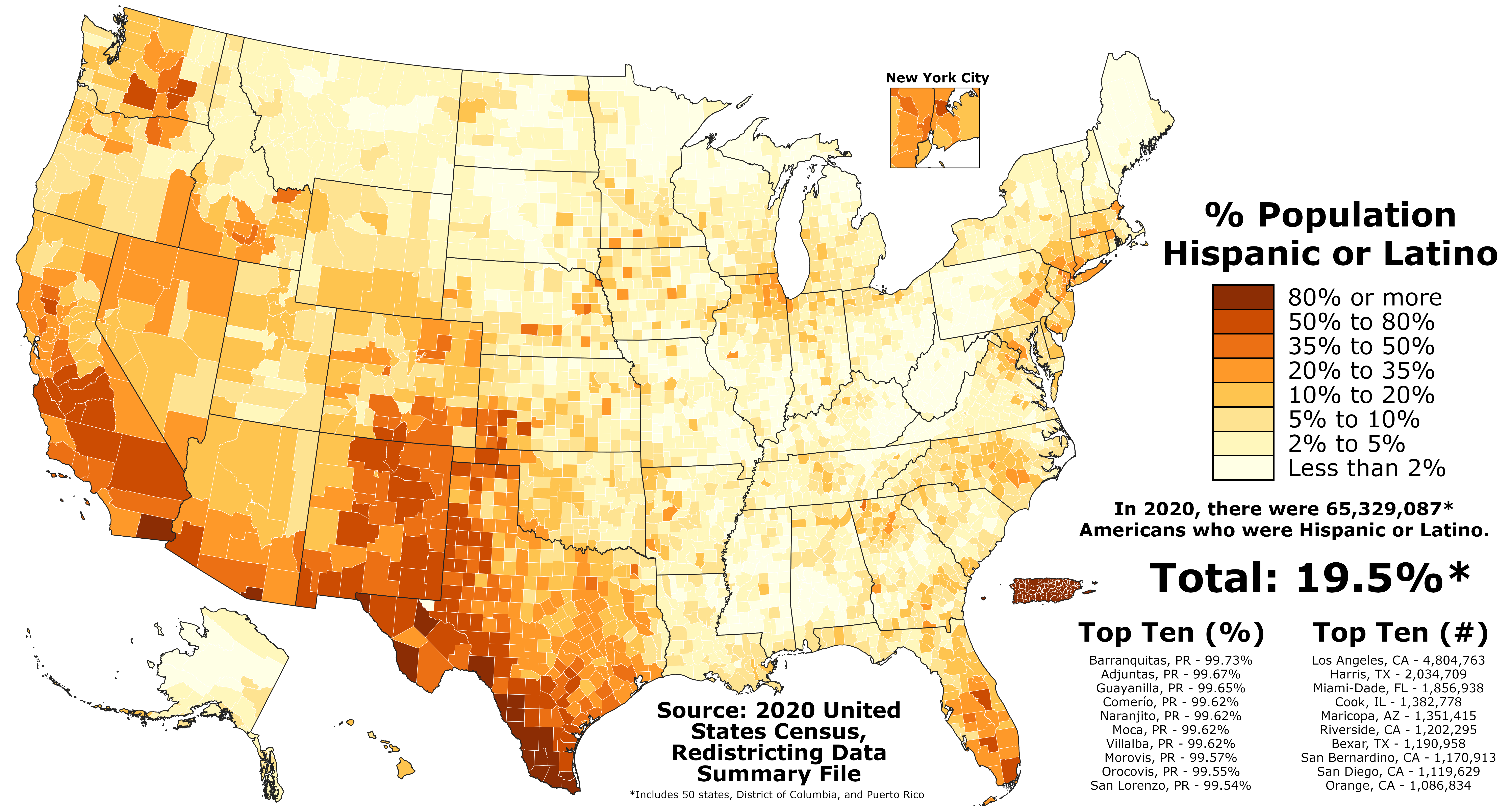
Proporción de hispanos en cada condado de los cincuenta estados, el distrito de Columbia y Puerto Rico según el censo de los Estados Unidos de 2020.

La siguiente tabla contiene datos del censo de Estados Unidos del año 2010. Cabe notar que no toda la población hispana en Estados Unidos habla español. Esta tabla contiene el número de hispanos, no de hispanohablantes.
| Estado/territorio    | Población                   | %      | Crecimiento 2000-2010 |
| -------------------- | --------------------------- | ------ | --------------------- |
| Puerto Rico          | 3 688 455                   | 99 %   | -2 %                  |
| Nuevo México         | 953 403                     | 48,3 % | 24,6 %                |
| California           | 14 013 719                  | 39 %   | 27,8 %                |
| Texas                | 9 460 921                   | 37,6 % | 41,8 %                |
| Arizona              | 1 895 149                   | 30,6 % | 46,3 %                |
| Nevada               | 716 501                     | 26,5 % | 81,9 %                |
| Florida              | 4 223 806                   | 22,5 % | 57,4 %                |
| Colorado             | 1 038 687                   | 20,7 % | 41,2 %                |
| Nueva Jersey         | 1 555 144                   | 17,7 % | 39,2 %                |
| Nueva York           | 3 416 922                   | 17,6 % | 19,2 %                |
| Illinois             | 2 027 578                   | 15,8 % | 32,5 %                |
| Connecticut          | 479 087                     | 13,4 % | 49,6 %                |
| Utah                 | 358 340                     | 13 %   | 77,8 %                |
| Rhode Island         | 130 655                     | 12,4 % | 43,9 %                |
| Oregón               | 450 062                     | 11,7 % | 63,5 %                |
| Idaho                | 175 901                     | 11,2 % | 73 %                  |
| Washington           | 755 790                     | 11,2 % | 71,2 %                |
| Kansas               | 300 042                     | 10,9 % | 59,4 %                |
| Massachusetts        | 627 654                     | 9,6 %  | 46,4 %                |
| Nebraska             | 167 405                     | 9,2 %  | 77,3 %                |
| Distrito de Columbia | 54 749                      | 9,1 %  | 21,8 %                |
| Oklahoma             | 332 007                     | 8,9 %  | 85,2 %                |
| Wyoming              | 50 231                      | 8,9 %  | 58,6 %                |
| Hawái                | 120 842                     | 8,9 %  | 37,8 %                |
| Georgia              | 853 689                     | 8,8 %  | 96,1 %                |
| Carolina del Norte   | 800 120                     | 8,4 %  | 111,1 %               |
| Delaware             | 73 221                      | 8,2 %  | 96,4 %                |
| Maryland             | 470 632                     | 8,2 %  | 106,5 %               |
| Arkansas             | 186 050                     | 6,4 %  | 114,2 %               |
| Indiana              | 389 707                     | 6 %    | 81,7 %                |
| Wisconsin            | 336 056                     | 5,9 %  | 74,2 %                |
| Pensilvania          | 719 660                     | 5,7 %  | 82,6 %                |
| Alaska               | 39 249                      | 5,5 %  | 51,8 %                |
| Carolina del Sur     | 235 682                     | 5,1 %  | 147,9 %               |
| Iowa                 | 151 544                     | 5 %    | 83,7 %                |
| Virginia             | 631 825                     | 4,7 %  | 91,7 %                |
| Minnesota            | 250 258                     | 4,7 %  | 75,5 %                |
| Tennessee            | 290 059                     | 4,6 %  | 134,2 %               |
| Míchigan             | 436 358                     | 4,4 %  | 34,7 %                |
| Luisiana             | 192 560                     | 4,2 %  | 78,7 %                |
| Alabama              | 185 602                     | 3,9 %  | 144,8 %               |
| Misuri               | 212 470                     | 3,5 %  | 79,2 %                |
| Ohio                 | 354 674                     | 3,1 %  | 63,4 %                |
| Kentucky             | 132 836                     | 3,1 %  | 121,6 %               |
| Montana              | 28 565                      | 2,9 %  | 58 %                  |
| Nuevo Hampshire      | 36 704                      | 2,8 %  | 79,1 %                |
| Dakota del Sur       | 22 119                      | 2,7 %  | 102,9 %               |
| Misisipi             | 81 481                      | 2,7 %  | 105,9 %               |
| Dakota del Norte     | 13 467                      | 2 %    | 73 %                  |
| Vermont              | 9208                        | 1,5 %  | 67,3 %                |
| Maine                | 16 935                      | 1,3 %  | 80,9 %                |
| Virginia Occidental  | 22 268                      | 1,2 %  | 81,4 %                |
| Total                | 50 477 594 54 166 049 (+PR) | 16,3 % | 43 %                  |

#### Nueva mayoría hispana

##### Nuevo México
En el Estado de Nuevo México, el 1 de julio del año 2004 la población de origen hispano pasó a ser mayoritaria. Esta es una mayoría consolidada al formar los hispanos la comunidad de mayor incremento poblacional. Una situación semejante no se había dado desde el año 1850, dos años después de que Nuevo México fuera anexionado por los Estados Unidos.
La Comisión de Derechos Civiles de los Estados Unidos reconoce que en  el año 1912 "los neomexicanos tuvieron éxito a la hora de proteger su herencia, insertando provisiones en su Constitución que hacen del español una lengua oficial igual que el inglés".
| Año                                                                       | Hispanos | Blancos | Negros | Amerindios | Asiáticos | De las islas del Pacífico | Dos o más razas |
| ------------------------------------------------------------------------- | -------- | ------- | ------ | ---------- | --------- | ------------------------- | --------------- |
| 2007                                                                      | 874 688  | 833 933 | 41 794 | 169 616    | 24 555    | 1358                      | 23 971          |
| 2006                                                                      | 860 688  | 836 006 | 36 416 | 173 860    | 23 143    | 1315                      | 23 171          |
| 2005                                                                      | 843 223  | 828 273 | 35 270 | 173 258    | 22 438    | 1283                      | 22 240          |
| 2004                                                                      | 827 088  | 822 851 | 34 472 | 171 970    | 21 621    | 1249                      | 21 369          |
| 2003                                                                      | 812 756  | 818 417 | 33 364 | 170 350    | 20 872    | 1197                      | 20 642          |
| Fuente: Oficina del Censo de los Estados Unidos, 17 de mayo del año 2007. |          |         |        |            |           |                           |                 |

##### California

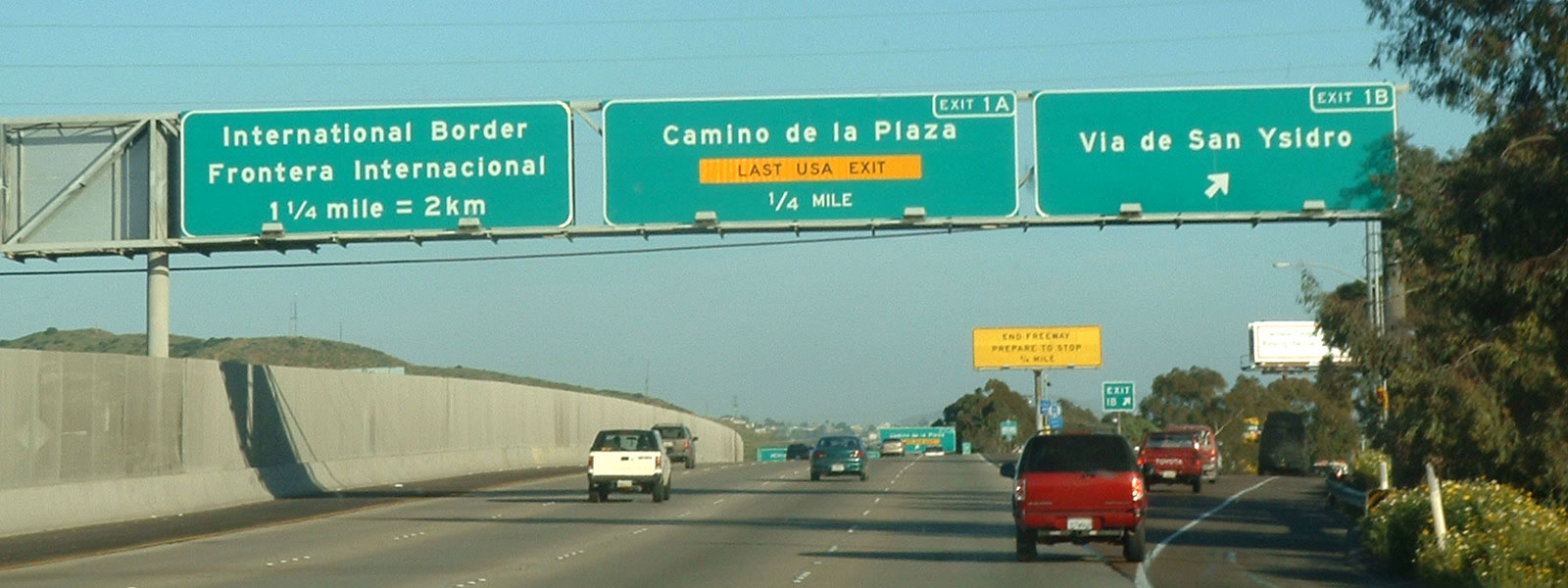
Señalización bilingüe en la I-5 estadounidense, en su tramo final, a la altura de San Ysidro (California).

Según estimaciones realizadas con base en el censo del año 2010, en marzo del año 2014, los hispanos representan el 39 % de los habitantes de California, mientras que los blancos no hispanos el 38,8 %. Según las proyecciones del propio estado, en el año 2020, los hispanos representarán el 40,7 % de la población y los blancos no hispanos formarán el 36,6 % y en el año 2030, la población será 43,9 % hispana y 34,1 % blanca no hispana.
En el año 2060, los hispanos constituirán el 48 % de la población contra el 30 % que representarán los blancos no hispanos.
California es el segundo estado de los Estados Unidos de América donde los hispanos son el grupo racial o étnico más grande, después de Nuevo México. Los blancos no hispanos eran hasta ahora minoría en únicamente dos estados: Hawái y Nuevo México, pero la gran importancia de California como nuevo estado de mayoría hispana, es que se trata del estado más poblado y cuyo PIB es el mayor de Estados Unidos.
La sección 1632 del Código Civil de California reconoce el idioma español, de ahí que la ley Dymally-Alatorre sobre servicios bilingües, instituya un bilingüismo inglés-español, sin excluir necesariamente otras lenguas.

### Poder de compra de población hispana en EE.UU.

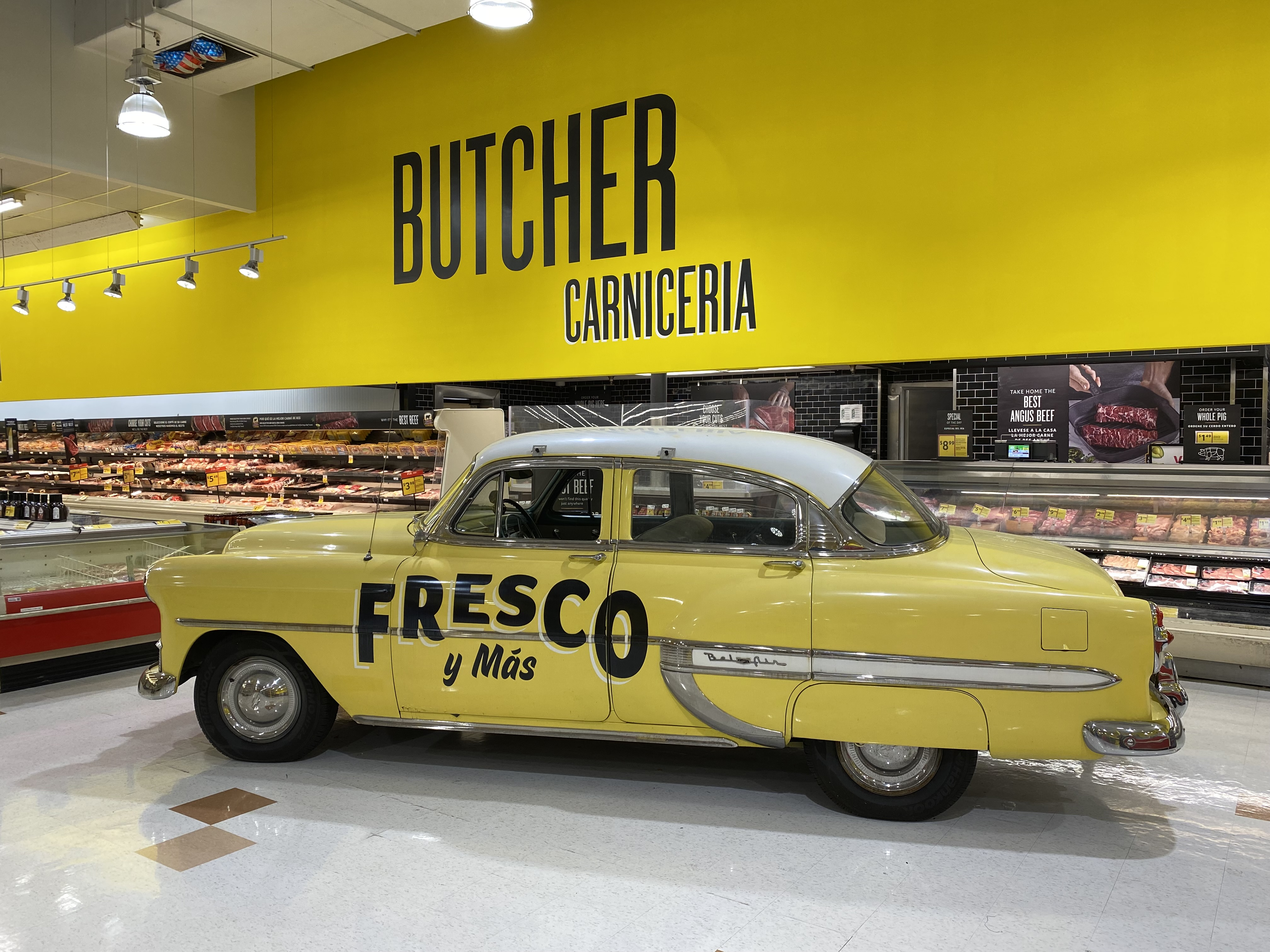
Un supermercado de la cadena «Fresco y Más» en Miami (Florida) con rotulación en español. La rotulación en español es común en muchas tiendas de las grandes ciudades de Estados Unidos, donde hay una alta población hispana.

Según el anuario del Instituto Cervantes del año 2021, el poder de compra de los hispanos de los EE. UU. era de 1,7 billones de dólares (comparado con 1,5 bill. en el año 2018, 1,4 bill. en el año 2016,  1,3 bill. en el año 2014, y 1,2 bill. en el año 2012). Ningún país de habla española supera esta cifra.
Según Hispantelligence, el poder de compra de los hispanos de EE. UU. en el año 2012 era de 1 200 000 millones de dólares.

## Enseñanza del idioma

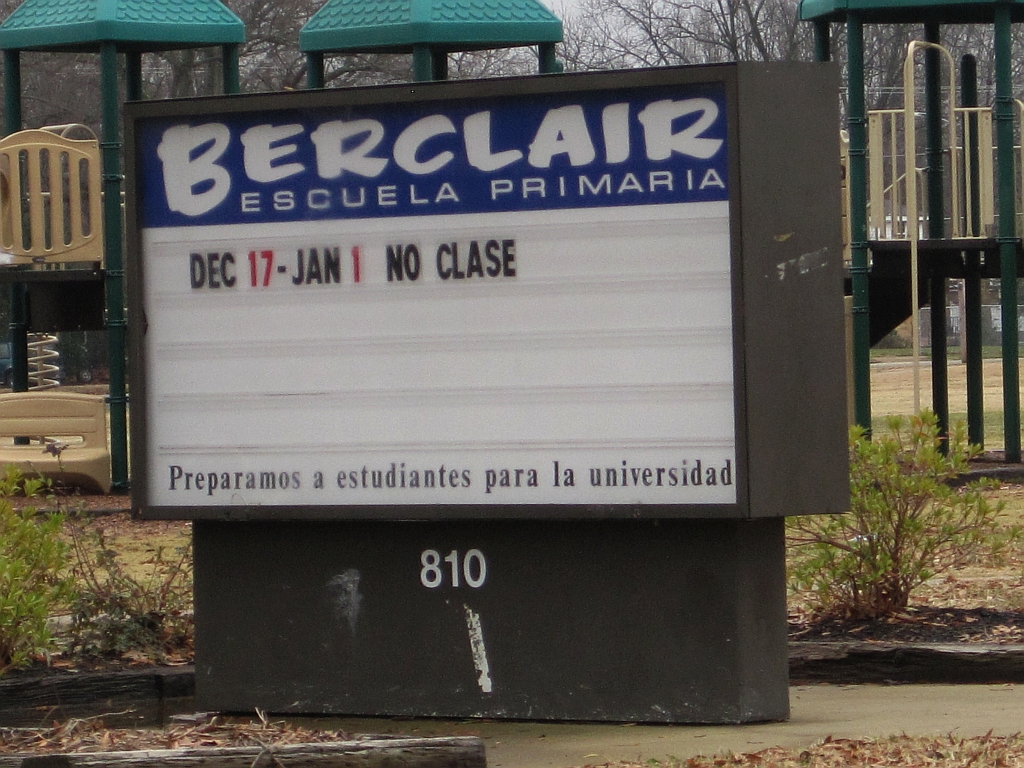
Rótulo en castellano de una escuela pública de primaria en Memphis, Tennessee.

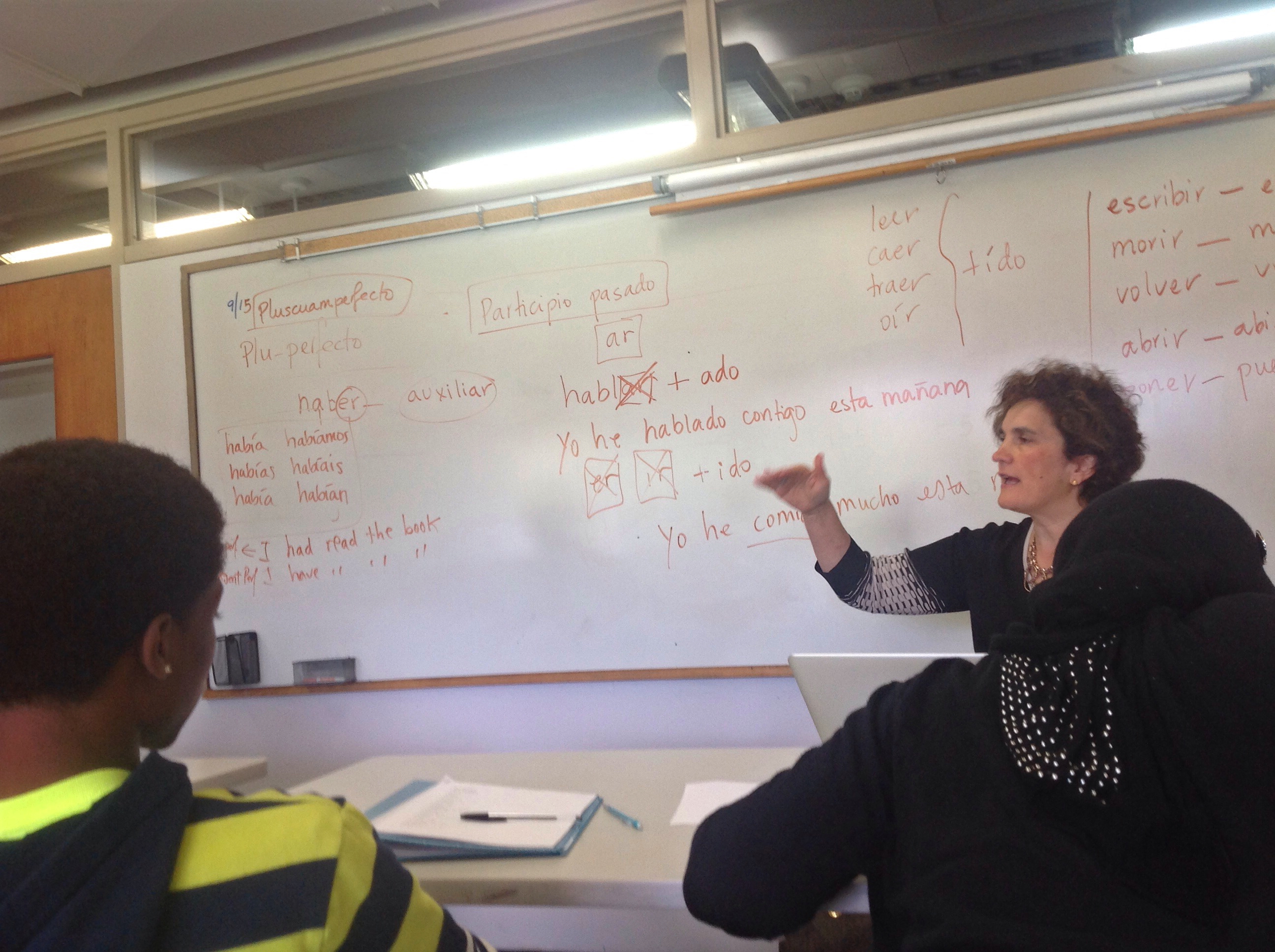
Clase de español en un instituto de secundaria en Massachusetts. En 2012, había 7.820.000 estudiantes de español en el país.

Tras el inglés, el español es el idioma más estudiado en EE. UU. El 60 % de los alumnos lo eligen como lengua extranjera. Según el censo de EE. UU., la cifra de estudiantes de castellano asciende a 7 820 000; 3 600 000 en primaria, 3 220 000 en secundaria, y 1 000 000 en la universidad.
Existen actualmente cuatro Institutos Cervantes en EE. UU. (Nueva York, Chicago, Albuquerque y Seattle), además del Observatorio del Instituto Cervantes en Boston, pero en los próximos años, se incrementará la presencia en ese país con centros en  Los Ángeles, San Francisco, y Houston, con lo que próximamente habrá hasta ocho Institutos Cervantes en los EE. UU.
Además, la Universidad Nacional Autónoma de México dispone de cuatro sedes en Estados Unidos, en las ciudades de San Antonio, Los Ángeles, Chicago y Seattle.

## Variaciones
La influencia del inglés en el español de Estados Unidos es muy importante. En muchas subculturas juveniles hispanas del país se mezcla de diversas maneras el español y el inglés al mismo tiempo, produciendo el espanglish, espanglés o inglañol. Espanglish es el nombre de la mezcla de palabras y frases en inglés al español para una comunicación efectiva.
La Academia Norteamericana de la Lengua Española rastrea los desarrollos del español hablado en Estados Unidos, y las influencias del inglés sobre él. 

### Variedades y dialectos del español

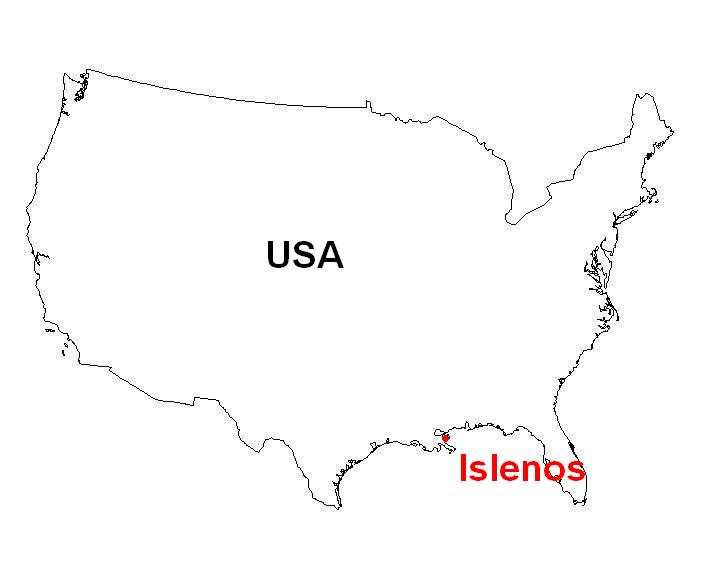
Localización de los Isleños.

Los expertos en idiomas distinguen las siguientes variedades del castellano hablado en Estados Unidos:
- Español mexicano: hablado en la frontera entre Estados Unidos y México, en el sudoeste de Estados Unidos desde California hasta Texas, así como en la ciudad de Chicago (en esta ciudad es hablado por comunidades de inmigrantes), pero se está extendiendo por todos los Estados Unidos continentales ya que el español mexicano se usa como el dialecto normalizado del español en los Estados Unidos continentales.
- Español caribeño: español hablado por puertorriqueños, cubanos, dominicanos, venezolanos, panameños y la costa caribeña de Colombia. Oído en gran parte en comunidades de inmigrantes en Florida, principalmente en la ciudad de Miami, como también en el nordeste de Estados Unidos, especialmente en la ciudad de Nueva York, entre otras ciudades del este de Estados Unidos.
- Español centroamericano: español hablado por hispanos con orígenes en países de Centroamérica como El Salvador, Guatemala, Honduras, Nicaragua, Costa Rica. Oído principalmente en comunidades de inmigrantes en las principales ciudades de California y Texas, así como en Washington D. C., Nueva York y Miami.
- Dialectos del español de Sudamérica: dialectos del español hablado por hispanos con orígenes en países sudamericanos como Argentina, Bolivia, Chile, Colombia, Ecuador, Paraguay, Perú, y Uruguay. Se escuchan en gran medida en comunidades de inmigrantes en las principales ciudades de Nueva York, California, Texas y Florida.
- Español colonial: español hablado por los descendientes de los colonos españoles y los primeros mexicanos antes de la expansión de Estados Unidos y la anexión del norte de México y otras áreas.
  - Californiano (1769-presente): California, especialmente la costa central
  - Español isleño (siglo XVIII-presente): parroquia de St. Bernard, Luisiana
  - Español neomexicano: centro y norte-centro de Nuevo México y el centro-sur de Colorado y las regiones fronterizas de Arizona, Texas y Nuevo México, y sudeste de Colorado

La mayoría de las generaciones posteriores a la primera generación de hispanohablantes tienden a hablar el idioma con acentos del inglés estadounidense de la región en la que crecieron.

## Medios de comunicación en español

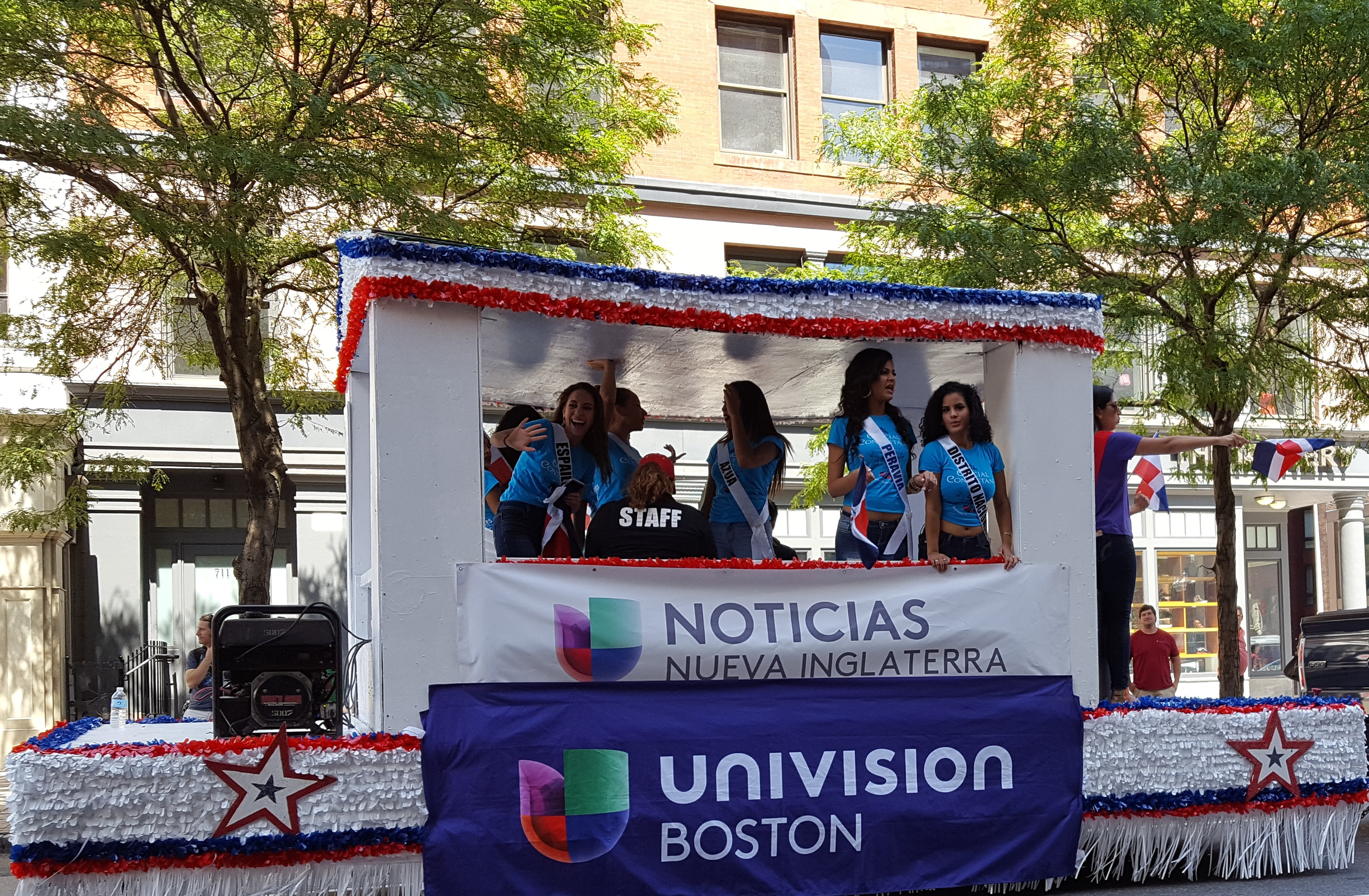
Univisión en el desfile dominicano de Boston en 2016.

### Redes de televisión

#### Televisión abierta
Las cuatro cadenas de televisión abierta con mayor audiencia son:
- Univisión con 1,3 millones de telespectadores de media el año 2019 es la más vista.
- Telemundo con 1,2 millones es la segunda en el año 2019.
- UniMás (anteriormente TeleFutura) es la tercera preferida por los hispanos.
- Azteca América es la cuarta preferida por los hispanos.

Los 28 canales de TV en español que más se ven en los EE. UU. son los que figuran en la tabla:
| Puesto | Canal de TV                       | % población | Población   | Hogares    | N.º de estaciones | Año de fundación  |
| ------ | --------------------------------- | ----------- | ----------- | ---------- | ----------------- | ----------------- |
| 1      | Univisión                         | 57,58 %     | 179 908 860 | 73 173 360 | 65                | 1962 *            |
| 2      | Telemundo                         | 53,74 %     | 167 920 849 | 68 418 981 | 104               | 1984 **           |
| 3      | UniMÁS (anteriormente TeleFutura) | 44,82 %     | 140 052 353 | 56 183 328 | 48                | 2002 ***          |
| 4      | Azteca América                    | 44,26 %     | 138 301 250 | 55 922 147 | 95                | 2001              |
| 5      | Estrella TV                       | 40,93 %     | 127 883 666 | 51 178 787 | 45                | 2009              |
| 6      | Enlace TV                         | 37,83 %     | 118 213 658 | 48 186 618 | 41                | 2002              |
| 7      | TeleXitos                         | 36,43 %     | 113 830 403 | 45 194 604 | 33                | 2012              |
| 8      | LATV                              | 34,37 %     | 107 383 132 | 42 809 028 | 49                | 2001              |
| 9      | KWHY-TV                           | 15,05 %     | 47 025 664  | 18 097 989 | 26                | 1989 ****         |
| 10     | 3ABN Latino                       | 14,56 %     | 45 510 371  | 19 238 806 | 103               | 2003              |
| 11     | Canal de La Fe                    | 13,59 %     | 42 457 507  | 16 035 684 | 7                 | Año no disponible |
| 12     | Estrella Dos                      | 9,68 %      | 30 235 118  | 11 050 553 | 3                 | Año no disponible |
| 13     | Almavision                        | 8,70 %      | 27 175 099  | 10 306 701 | 9                 | 2002              |
| 14     | América Tevé                      | 8,58 %      | 26 818 953  | 11 403 694 | 9                 | 1995              |
| 15     | NuestraVisión                     | 7,58 %      | 23 675 980  | 9 362 294  | 15                | 2017              |
| 16     | Esperanza TV                      | 5,12 %      | 16 000 674  | 6 406 662  | 6                 | Año no disponible |
| 17     | CCTV Spanish                      | 4,55 %      | 14 228 609  | 5 661 453  | 2                 | Año no disponible |
| 18     | Vida Visión                       | 4,50 %      | 14 053 785  | 5 841 365  | 4                 | Año no disponible |
| 19     | Mega TV                           | 3,19 %      | 9 974 051   | 4 324 014  | 6                 | 2006              |
| 20     | MiCasa Broadcast Network          | 2,69 %      | 8 395 747   | 3 366 282  | 5                 | Año no disponible |
| 21     | Multimedios Television            | 2,22 %      | 6 942 039   | 2 596 089  | 5                 | Año no disponible |
| 22     | Telemax                           | 2,10 %      | 6 564 812   | 2 709 704  | 10                | Año no disponible |
| 23     | Azteca Uno                        | 1,86 %      | 5 812 292   | 2 080 116  | 10                | Año no disponible |
| 24     | Tele Vida Abundante               | 1,63 %      | 5 079 581   | 2 225 587  | 4                 | Año no disponible |
| 25     | Milenio TV                        | 1,44 %      | 4 496 094   | 1 616 749  | 4                 | Año no disponible |
| 26     | teleSUR                           | 1,08 %      | 3 376 078   | 1 389 038  | 1                 | Año no disponible |
| 27     | Televisa                          | 0,79 %      | 2 481 138   | 811 977    | 6                 | 1973              |
| 28     | Tele-Romántica                    | 0,38 %      | 1 174 961   | 496 085    | 1                 | 2012              |

-* En el año 1962, se llamaba "Spanish International Network", y a partir del año 1987, pasó a llamarse Univision.
-** El canal fue fundado originalmente en el año 1954 en San Juan, Puerto Rico. En el año 1984, se iniciaron las transmisiones de TV en los Estados Unidos, con sede en los EE. UU. Del año 1984 al año 1987 se llamaba NetSpan, y a partir del año 1987, pasó a llamarse Telemundo.
-*** Del año 2002 al año 2013, se llamaba TeleFutura.
-**** El Canal fue creado originalmente en el año 1954 emitiéndose en idioma inglés, pero desde el año 1989, se emite en idioma español.

#### Televisión por suscripción
Según datos del National Hispanic Television Index (NHTI) correspondientes a mayo del año 2006, la proporción de hogares hispanos cableados que disponen de televisor es de un 70 %.
Entre las diez primeras ofertas de mayor penetración en los hogares hispanos que tienen acceso al cable, cuatro son las versiones en español de canales de TV en inglés, que son la CNN, Fox Sports, MTV y Discovery Channel.
Galavisión, es la que mayor penetración tiene con un 79,8 % de los hogares hispanos que disponen de cable, seguido de la Fox Deportes con un 48,5 %. La tercera y cuarta son bilingües (español e inglés): Universo con un 43,6 %, y MTV Tr3́s con alrededor del 40 %. La quinta es Canal Discovery (Discovery Channel) con un 36,1 % que pertenece a Discovery Networks que engloba a otros dos canales en español que son el Discovery Niños y el Discovery Viajar y Vivir. La sexta es la CNN en Español con un 35,5 % de los hogares hispanos con cable. Cine Latino es la séptima con un 34 %, Gol TV la octava con un 33 %, Canal Sur la novena con un 30,9 %. La décima es una conjunción de la TV Chile y la educativa Hispanic Information and Telecommunications Network.
| Pos. | Canal de TV por suscripción fundado en EE. UU.             | Cobertura en N.º de hogares | %       | Año de fundación |
| ---- | ---------------------------------------------------------- | --------------------------- | ------- | ---------------- |
| 1    | Galavisión                                                 | 68 355 000                  | 58,7 %  | 1979             |
| 2    | Hispanic Information and Telecommunications Network (HITN) | + 44 000 000                | + 40 %  | 1981             |
| 3    | TUDN                                                       | 39 686 000                  | 34,1 %  | 2012*            |
| 4    | Universo                                                   | 39 326 000                  | 33,8 %  | 1993**           |
| 5    | MTV Tr3́s                                                   | 36 301 000                  | 31.79 % | 1998***          |
| 6    | El Rey                                                     | 24 594 000                  | 21,1 %  | 2013             |
| 7    | Fox Deportes                                               | 21 831 000                  | 18,8 %  | 1996             |
| 8    | Discovery en Español                                       | 6 476 000                   | 5,6 %   | 1998             |
| 9    | CNN en español                                             | + 6 000 000                 | + 5 %   | 1997             |

-* En el año 2012, se llamaba Univision Deportes Network. A partir del año 2019, pasó a llamarse TUDN como resultado de la fusión con otros canales.
-** GEMS Televisión (1993-2001), mun2 (2001-2015), NBC Universo (2015-2017), y a partir del año 2017, se llama Universo.
-*** MTV S (1998–1999), MTV Español (1999–2006), y a partir del año 2006, se llama MTV Tr3́s. 
- Canales de TV españoles:

Entre los canales españoles que se pueden recibir por satélite, se encuentran TVE (Televisión española), Antena 3, Canal 24 Horas o Barça TV.

### Radio
La emisora de radio con más oyentes es Univisión Radio, seguidas de Hispanic Radio Network y Entravision Radio, pero además hay otras muchas emisoras en español:
103.9 y 98.3 Recuerdo, Americans for Radio Diversity, Amor 107.5 (Miami/Florida), Amor 107.7 (Georgetown/Texas), Baladas Radio, Dihnoamor, El Cucuy, eRitmo.com, Estéreo Latino, Estéreo Sol, Éxitos 96.5, Frecuencia Latina, KUHS Radio Denver, La Buena 94.3, La Campeona, La Cubanísima, La Fantástica, La Favorita, La Ley 107.9, La Ley 94.1, La Mega, La Mejor FM, La Mexicana, La Nueva, La Nueva Tropical, La Nueva 105.9, La Pela 809, La Preciosa, La Primerísima, La Ruta, La Tremenda, La Zeta, Latino Mix FM, Latino Romántico, Latino USA, Los Dudes.com, Radio Alerta, Radio América, Radio Avance, Radio Bilingüe, Radio Esperanza, Éxitos Inmortales, Radio Fiesta, Radio Interativa FM, Radio Lazer, Radio Mambi La Grande, Radio Omega, Radio Única, Radio y Música, Rhythm Radio, Ritmo Guanaco, Romance FM, Romántica NY FM, Serie25 Radio Romántica, Solo Para Mujeres, Stereo Fiesta, Super Estrella,  Tropical 100, W Radio 690 AM, entre muchas otras más.

### Prensa
La Opinión de California es el periódico en español más leído en EE. UU., seguido del diario El Nuevo Herald de Florida, y El Diario La Prensa de Nueva York, pero, además, hay multitud de periódicos en español en EE. UU. El New York Times tiene una sección en castellano que contiene una cantidad grande de artículos que también existen en la versión en inglés.
En la siguiente lista, se enumeran algunos de los periódicos por estados:
| Estado               | Títulos |
| -------------------- | --- |
| Arizona              | Monitor hispano, Prensa hispana, La Voz (Arizona), La Estrella de Tucsón |
| California           | La Opinión, Bohemio News, El Mensajero (San Francisco), Impacto USA, El Latino, La Prensa de San Diego, Hispanos Unidos, El Observador (San José) |
| Carolina del Norte   | La Voz Independiente, El Progreso Hispano |
| Carolina del Sur     | Latino |
| Colorado             | El Hispano (Colorado) |
| Distrito de Columbia | Washington Hispanic |
| Florida              | El Nuevo Herald, La Prensa (Florida), Diario Las Américas, El Sol de la Florida, El Nuevo Día Orlando |
| Georgia              | El Nuevo Georgia |
| Illinois             | La Raza (Chicago), El Puente, El Imparcial, Periódico Hoy |
| Kansas               | Dos Mundos (bilingüe) |
| Massachusetts        | El Vocero Hispano, Inc., El Mundo Boston, La Semana, Rumbo, Siglo 21 |
| Míchigan             | El Vocero Hispano |
| Nevada               | El Mundo (Las Vegas), Ahora (Reno) |
| Nuevo México         | El Paso Times (enlace roto disponible en Internet Archive; véase el historial, la primera versión y la última). |
| Nueva York           | El Diario La Prensa, Noticia Hispanoamericana, Hoy Nueva York, El Sol News, Wall Street Journal Américas , Hispayork , además de revistas como la de "Temas" (sobre la abogacía), "El Compás" (sobre cirugía estética y tratamiento capilar) o "Fútbol Mundial" (sobre fútbol) |
| Texas                | El Sol de Texas, El Hispano News, El Continental, Diario La Estrella, Rumbo, La Voz de Houston, El Clamor, Al Día (Dallas), El Nuevo Heraldo, La Subasta, El Día (Houston), La Frontera                                                                                        |